# Taekwondo a 2024. évi nyári olimpiai játékokon
A 2024. évi nyári olimpiai játékokon a taekwondóban nyolc versenyszámot rendeztek meg. A versenyszámokat augusztus 7. és 10. között rendezték meg.

## Éremtáblázat
(A táblázatokban Magyarország és a rendező ország sportolói eltérő háttérszínnel, az egyes számoszlopok legmagasabb értéke vagy értékei vastagítással kiemelve.)
| A 2024. évi nyári olimpiai játékok éremtáblázata taekwondóban | A 2024. évi nyári olimpiai játékok éremtáblázata taekwondóban | A 2024. évi nyári olimpiai játékok éremtáblázata taekwondóban | A 2024. évi nyári olimpiai játékok éremtáblázata taekwondóban | A 2024. évi nyári olimpiai játékok éremtáblázata taekwondóban | Olimpia  |
| ------------------------------------------------------------- | ------------------------------------------------------------- | ------------------------------------------------------------- | ------------------------------------------------------------- | ------------------------------------------------------------- | -------- |
|                                                               | Ország                                                        | Arany                                                         | Ezüst                                                         | Bronz                                                         | Összesen |
| 1.                                                            | Dél-Korea (KOR)                                               | 2                                                             | 0                                                             | 1                                                             | 3        |
| 2.                                                            | Irán (IRI)                                                    | 1                                                             | 2                                                             | 1                                                             | 4        |
| 3.                                                            | Üzbegisztán (UZB)                                             | 1                                                             | 1                                                             | 0                                                             | 2        |
| 4.                                                            | Franciaország (FRA)                                           | 1                                                             | 0                                                             | 1                                                             | 2        |
| 4.                                                            | Tunézia (TUN)                                                 | 1                                                             | 0                                                             | 1                                                             | 2        |
| 6.                                                            | Magyarország (HUN)                                            | 1                                                             | 0                                                             | 0                                                             | 1        |
| 6.                                                            | Thaiföld (THA)                                                | 1                                                             | 0                                                             | 0                                                             | 1        |
|                                                               |                                                               |                                                               |                                                               |                                                               |          |
| 8.                                                            | Kína (CHN)                                                    | 0                                                             | 1                                                             | 1                                                             | 2        |
| 9.                                                            | Azerbajdzsán (AZE)                                            | 0                                                             | 1                                                             | 0                                                             | 1        |
| 9.                                                            | Jordánia (JOR)                                                | 0                                                             | 1                                                             | 0                                                             | 1        |
| 9.                                                            | Nagy-Britannia (GBR)                                          | 0                                                             | 1                                                             | 0                                                             | 1        |
| 9.                                                            | Szerbia (SRB)                                                 | 0                                                             | 1                                                             | 0                                                             | 1        |
|                                                               |                                                               |                                                               |                                                               |                                                               |          |
| 13.                                                           | Belgium (BEL)                                                 | 0                                                             | 0                                                             | 1                                                             | 1        |
| 13.                                                           | Brazília (BRA)                                                | 0                                                             | 0                                                             | 1                                                             | 1        |
| 13.                                                           | Bulgária (BUL)                                                | 0                                                             | 0                                                             | 1                                                             | 1        |
| 13.                                                           | Dánia (DEN)                                                   | 0                                                             | 0                                                             | 1                                                             | 1        |
| 13.                                                           | Egyesült Államok (USA)                                        | 0                                                             | 0                                                             | 1                                                             | 1        |
| 13.                                                           | Elefántcsontpart (CIV)                                        | 0                                                             | 0                                                             | 1                                                             | 1        |
| 13.                                                           | Horvátország (CRO)                                            | 0                                                             | 0                                                             | 1                                                             | 1        |
| 13.                                                           | Kanada (CAN)                                                  | 0                                                             | 0                                                             | 1                                                             | 1        |
| 13.                                                           | Kuba (CUB)                                                    | 0                                                             | 0                                                             | 1                                                             | 1        |
| 13.                                                           | Olaszország (ITA)                                             | 0                                                             | 0                                                             | 1                                                             | 1        |
| 13.                                                           | Törökország (TUR)                                             | 0                                                             | 0                                                             | 1                                                             | 1        |
|                                                               |                                                               |                                                               |                                                               |                                                               |          |
| Összesen                                                      | Összesen                                                      | 8                                                             | 8                                                             | 16                                                            | 32       |

## Érmesek

### Férfi
| A 2024. évi nyári olimpiai játékok férfi érmesei taekwondóban |                                                |                                         |                                              |
| Versenyszám                                                   | Arany                                          | Ezüst                                   | Bronz                                        |
| Légsúly                                                       | Pak Thedzsun (Park Tae-joon) · Dél-Korea (KOR) | Gashim Magomedov · Azerbajdzsán (AZE)   | Cyrian Ravet · Franciaország (FRA)           |
| Légsúly                                                       | Pak Thedzsun (Park Tae-joon) · Dél-Korea (KOR) | Gashim Magomedov · Azerbajdzsán (AZE)   | Mohamed Khalil Jendoubi · Tunézia (TUN)      |
| Pehelysúly                                                    | Ulugbek Rashitov · Üzbegisztán (UZB)           | Zaid Kareem · Jordánia (JOR)            | Liang Jü-suaj (Liang Yushuai) · Kína (CHN)   |
| Pehelysúly                                                    | Ulugbek Rashitov · Üzbegisztán (UZB)           | Zaid Kareem · Jordánia (JOR)            | Edival Pontes · Brazília (BRA)               |
| Váltósúly                                                     | Firas Katoussi · Tunézia (TUN)                 | Mehran Barkhordari · Irán (IRI)         | Simone Alessio · Olaszország (ITA)           |
| Váltósúly                                                     | Firas Katoussi · Tunézia (TUN)                 | Mehran Barkhordari · Irán (IRI)         | Edi Hrnic · Dánia (DEN)                      |
| Nehézsúly                                                     | Arian Salimi · Irán (IRI)                      | Caden Cunningham · Nagy-Britannia (GBR) | Rafael Alba · Kuba (CUB)                     |
| Nehézsúly                                                     | Arian Salimi · Irán (IRI)                      | Caden Cunningham · Nagy-Britannia (GBR) | Cheick Sallah Cissé · Elefántcsontpart (CIV) |

### Női
| A 2024. évi nyári olimpiai játékok női érmesei taekwondóban |                                            |                                      |                                            |
| Versenyszám                                                 | Arany                                      | Ezüst                                | Bronz                                      |
| Légsúly                                                     | Panipak Wongpattanakit · Thaiföld (THA)    | Kuo Csing (Guo Qing) · Kína (CHN)    | Mobina Nematzadeh · Irán (IRI)             |
| Légsúly                                                     | Panipak Wongpattanakit · Thaiföld (THA)    | Kuo Csing (Guo Qing) · Kína (CHN)    | Lena Stojković · Horvátország (CRO)        |
| Pehelysúly                                                  | Kim Judzsin (Kim Yu-jin) · Dél-Korea (KOR) | Nahid Kiani · Irán (IRI)             | Skylar Park · Kanada (CAN)                 |
| Pehelysúly                                                  | Kim Judzsin (Kim Yu-jin) · Dél-Korea (KOR) | Nahid Kiani · Irán (IRI)             | Kimia Alizadeh · Bulgária (BUL)            |
| Váltósúly                                                   | Márton Viviana · Magyarország (HUN)        | Aleksandra Perišić · Szerbia (SRB)   | Kristina Teachout · Egyesült Államok (USA) |
| Váltósúly                                                   | Márton Viviana · Magyarország (HUN)        | Aleksandra Perišić · Szerbia (SRB)   | Sarah Chaâri · Belgium (BEL)               |
| Nehézsúly                                                   | Althéa Laurin · Franciaország (FRA)        | Svetlana Osipova · Üzbegisztán (UZB) | I Dabin (Lee Da-bin) · Dél-Korea (KOR)     |
| Nehézsúly                                                   | Althéa Laurin · Franciaország (FRA)        | Svetlana Osipova · Üzbegisztán (UZB) | Nafia Kuş · Törökország (TUR)              |